# Strålsnäs järnvägsstation
Strålsnäs järnvägsstation är en före detta järnvägsstation i Boxholms kommun. Oskar II invigde järnvägsstationen den 17 november 1874. Inga persontåg stannar här längre.

## Historia
Kommunalstämman i Åsbo landskommun beslutade att skicka bergmästare Sjögreen, greve Klingspor och förvaltare Brogren till Stockholm. De skulle åka och förhandla med makthavarna i Stockholm om att få en station till Strålsnäs. Bergmästare Sjögreen skänkte en tomt till stationsbygget, som skulle få namnet Strålsnäs efter hans gård. De fick godkännande till en ny järnvägsstation.
200 till 300 man utförde arbetet med byggnationen av stationen.
Ett postkontor har legat i stationshuset.

## Stationsföreståndare
- 1897–1908: Lars Erik Holm.[1]

## Banvaktsstugor
- Näsby 104 (riven)
- Åsbo 105
- Strålsnäs 106
- Strålsnäs 107 (riven)
- Jakobslund 108 (riven)